# 9 نوفمبر
- السبت
- الأحد
- الاثنين
- الثلاثاء
- الأربعاء
- الخميس
- الجمعة

- 110 جمادى الأولى 1447  هـ
- 211 جمادى الأولى 1447  هـ
- 312 جمادى الأولى 1447  هـ
- 413 جمادى الأولى 1447  هـ
- 514 جمادى الأولى 1447  هـ
- 615 جمادى الأولى 1447  هـ
- 716 جمادى الأولى 1447  هـ
- 817 جمادى الأولى 1447  هـ
- 918 جمادى الأولى 1447  هـ
- 1019 جمادى الأولى 1447  هـ
- 1120 جمادى الأولى 1447  هـ
- 1221 جمادى الأولى 1447  هـ
- 1322 جمادى الأولى 1447  هـ
- 1423 جمادى الأولى 1447  هـ
- 1524 جمادى الأولى 1447  هـ
- 1625 جمادى الأولى 1447  هـ
- 1726 جمادى الأولى 1447  هـ
- 1827 جمادى الأولى 1447  هـ
- 1928 جمادى الأولى 1447  هـ
- 2029 جمادى الأولى 1447  هـ
- 2130 جمادى الأولى 1447  هـ
- 221 جمادى الآخرة 1447  هـ
- 232 جمادى الآخرة 1447  هـ
- 243 جمادى الآخرة 1447  هـ
- 254 جمادى الآخرة 1447  هـ
- 265 جمادى الآخرة 1447  هـ
- 276 جمادى الآخرة 1447  هـ
- 287 جمادى الآخرة 1447  هـ
- 298 جمادى الآخرة 1447  هـ
- 309 جمادى الآخرة 1447  هـ
- 110 جمادى الآخرة 1447  هـ
- 211 جمادى الآخرة 1447  هـ
- 312 جمادى الآخرة 1447  هـ
- 413 جمادى الآخرة 1447  هـ
- 514 جمادى الآخرة 1447  هـ

9 نوفمبر أو 9 تشرين الثاني أو يوم 9 \ 11 (اليوم التاسع من الشهر الحادي عشر) هو اليوم الثالث عشر بعد الثلاثمائة (313) من السنة، أو الرابع عشر بعد الثلاثمائة (314) في السنوات الكبيسة، وفقًا للتقويم الميلادي الغربي (الغريغوري). يبقى بعده 52 يومًا على انتهاء السنة.

## أحداث
- 1602 - افتتاح مكتبة بودلي في جامعة أوكسفورد للعامة.
- 1620 - معركة الجبل الأبيض قرب براغ تنتهي بانتصار كاثوليكي في ظرف ساعتين.
- 1799 - نابليون بونابرت يسطو على الثورة الفرنسية وينصب نفسه في منصب القنصل الأول، وهو بمركز حاكم فرنسا.
- 1821 - بدء الدراسة في أول كلية متخصصة للصيدلة وهي «كلية فيلاديلفيا للصيدلة» في الولايات المتحدة.
- 1918 - قيصر ألمانيا فيلهلم الثاني يتنازل عن الحكم بعد هزيمة بلاده في الحرب العالمية الأولى، وتحول ألمانيا إلى جمهورية.
- 1935 - القوات اليابانية تستولي على مدينة شانغهاي أهم موانئ الصين والمركز الاقتصادي الرئيسي لها.
- 1953 -
  - الأمير سعود بن عبد العزيز آل سعود يتولى حكم المملكة العربية السعودية بعد وفاة والده الملك عبد العزيز آل سعود.
  - الإعلان عن استقلال كمبوديا والتي كانت تحت الحماية الفرنسية منذ 1863.
- 1961 - نيل آرمسترونغ يقوم بتسجيل رقم قياسي في السرعة وذلك عند طيرانه بطائرة «X-15» بسرعة 6,587 كم/سا.
- 1964 - الكويت تشكل مجلس الدفاع الأعلى وتضعه تحت رئاسة رئيس الوزراء.
- 1979 - أجهزة الكمبيوتر في «فورت ريتشي» بماريلاند تكشف عن ضربة نووية سوفييتية، لكن بعد مراجعة البيانات من الأقمار الصناعية والتحقق من الرادارات أُلغيت حالة التأهب.
- 1985 - السوفييتي غاري كاسباروف يصبح أصغر بطل في العالم للشطرنج بفوزه على أناطولي كاربوف.
- 1989 - بدأ هدم جدار برلين.
- 2003 - هجوم إرهابي في الرياض يوقع 17 ضحية.
- 2004 -
  - الإعلان عن أن رئيس السلطة الوطنية الفلسطينية ياسر عرفات يعاني من نزيف في الدماغ، والقيادة الفلسطينية تتحدث عن مكان دفنه في حال وفاته.
  - نشر متصفح «موزيلا فيرفكس 1.0» الذي أصبح أكبر منافس لمايكروسوفت إنترنت إكسبلورر.
- 2005 -
  - تفجيرات إرهابية تهز فنادق في العاصمة الأردنية عمّان.
  - إطلاق فينوس إكسبريس لاستكشاف كوكب الزهرة.
- 2009 - رئيس الوزراء اللبناني المكلف سعد الدين الحريري يعلن تشكيل الحكومة اللبنانية الجديدة المؤلفة من ثلاثين وزيرًا وذلك بعد خلافات ومفاوضات شاقة استمرت أشهر بين الأكثرية النيابية والمعارضة.
- 2011 - استقالة رئيس الوزراء اليوناني جورج باباندريو بسبب الأزمة المالية المستفحلة والتي كان يخشى أن تؤدي إلى إفلاس البلاد وذلك بهدف تشكيل حكومة توافق سياسي.
- 2012 - الأمانة العامة للمجلس الوطني السوري تنتخب جورج صبرا رئيسا للمجلس خلفا لعبد الباسط سيدا.
- 2015 - شرطي أردني يُطلق النّار على مُتدربين في مركز تدريب للشُرطة الأُردُنيَّة ويقتل 6 أشخاص، بينهم أمريكيان.
- 2016 -
  - فوز المرشح الجمهوري دونالد ترامب بانتخابات الرئاسة الأمريكية وذلك بعد فوزه بنسبة 51.3% من أصوات المجمع الانتخابي، ضد غريمته الديمقراطية هيلاري كلينتون.
  - وفاة 7 أشخاص وإصابة 58 آخرين إثر حادث انحراف ترام كرويدون قُرب العاصمة لندن.
- 2018 - الترجي التونسي يفوز بلقب دوري أبطال أفريقيا 2018 بعد فوزه على الأهلي المصري بنتيجة 4-3 في مجموع المباراتين.
- 2020 - أذربيجان وأرمينيا يتوصلان إلى اتفاق لوقف إطلاق النار في ناغورني قره باغ برعاية روسية.

## مواليد
- 1809 - توماس رايت، إحاثي اسكتلندي.
- 1818 - أيفان تورغينيف، أديب روسي.
- 1841 - الملك إدوارد السابع، ملك المملكة المتحدة.
- 1877 - محمد إقبال، شاعر باكستاني.
- 1884 - هرمان رورشاخ طبيب نفسي سويسري وعالم في المقاييس النفسية.
- 1897 - رونالد نوريش، عالم كيمياء بريطاني حاصل على جائزة نوبل في الكيمياء عام 1967.
- 1910 - أبو السعود الإبياري، مؤلف مصري.
- 1916 - فرناندو فرنانديز، مغني وممثل مكسيكي.
- 1918 -
  - سبيرو أغنيو، سياسي أمريكي.
  - تشو مينغ تشن، إحاثي صيني.
- 1929 - ايمري كيرتيس، روائي هنغاري حاصل على جائزة نوبل في الأدب عام 2002.
- 1933 - حمدي أحمد، ممثل مصري.
- 1936 -
- بوب غراهام، سياسي أمريكي.
- ميخائيل تال، لاعب شطرنج سوفييتي
- 1944 - هربرت فيمر، لاعب كرة قدم ألماني.
- 1948 - لويس فيليب سكولاري، مدرب كرة قدم برازيلي.
- 1960 - أندرياس بريمه، لاعب ومدرب كرة قدم ألماني.
- 1971 - إياد نصار، ممثل أردني.
- 1972 - إيريك دين، ممثل أمريكي.
- 1973 - زيسيس فريزاس، لاعب كرة قدم يوناني.
- 1974 -
  - أليساندرو دل بييرو، لاعب كرة قدم إيطالي.
  - جوفانا ميدزوجورنو، ممثلة إيطالية.
- 1980 - جايمس هاربر، لاعب كرة قدم إنجليزي.
- 1984 - دلتا جودرم، مغنية أسترالية.
- 1985 - باكاري سوماري، لاعب كرة قدم من مالي.

## وفيات
- 1778 - جوفاني باتيستا بيرانيزي، معماري إيطالي.
- 1923 - كاظم السبتي، فقيه مسلم وشاعر وخطيب عراقي.
- 1937 - رامزي ماكدونالد، رئيس وزراء المملكة المتحدة.
- 1940 - نيفيل تشامبرلين، رئيس وزراء المملكة المتحدة.
- 1952 - حاييم فايتسمان، رئيس إسرائيل.
- 1953 - الملك عبد العزيز آل سعود، مؤسس المملكة العربية السعودية.
- 1968 - حسن حسني عبد الوهاب أديب ولغوي ومؤرخ تونسي.
- 1970 - شارل ديغول، رئيس فرنسا.
- 1995 - الأمير محمد بن سعود الكبير آل سعود، أمير سعودي.
- 2001 -
  - حسين الصالح، ممثل ومخرج كويتي.
  - جيوفاني ليوني، رئيس إيطاليا السادس.
- 2004 - إيملين هيوز، لاعب ومدرب كرة قدم إنجليزي.
- 2005
  - ك. ر. نارايانان، رئيس الهند.
  - بشير نافع، عسكري فلسطيني.
- 2011 - منصور المنصور، ممثل ومخرج كويتي.
- 2012 - جابر قميحة، شاعر وأديب مصري.
- 2013 – غريت ريتر هاسل، عالمة أحياء وأكاديمية نرويجية.
- 2014 - صالح سحلول، شاعر وأديب يمني.
- 2019 - نايف أبو عبيد، شاعر أردني.
- 2021 - أحمد خليل، ممثل مصري.

## أعياد ومناسبات
- عيد الاستقلال في كمبوديا.
- يوم العلامة إقبال في باكستان.
- يوم المخترعين في أوروبا.

## وصلات خارجية
- وكالة الأنباء القطريَّة: حدث في مثل هذا اليوم.
- أرشيف مصر: حدث في مثل هذا اليوم.
- BBC: حدث في مثل هذا اليوم.